# 天津市文化中心

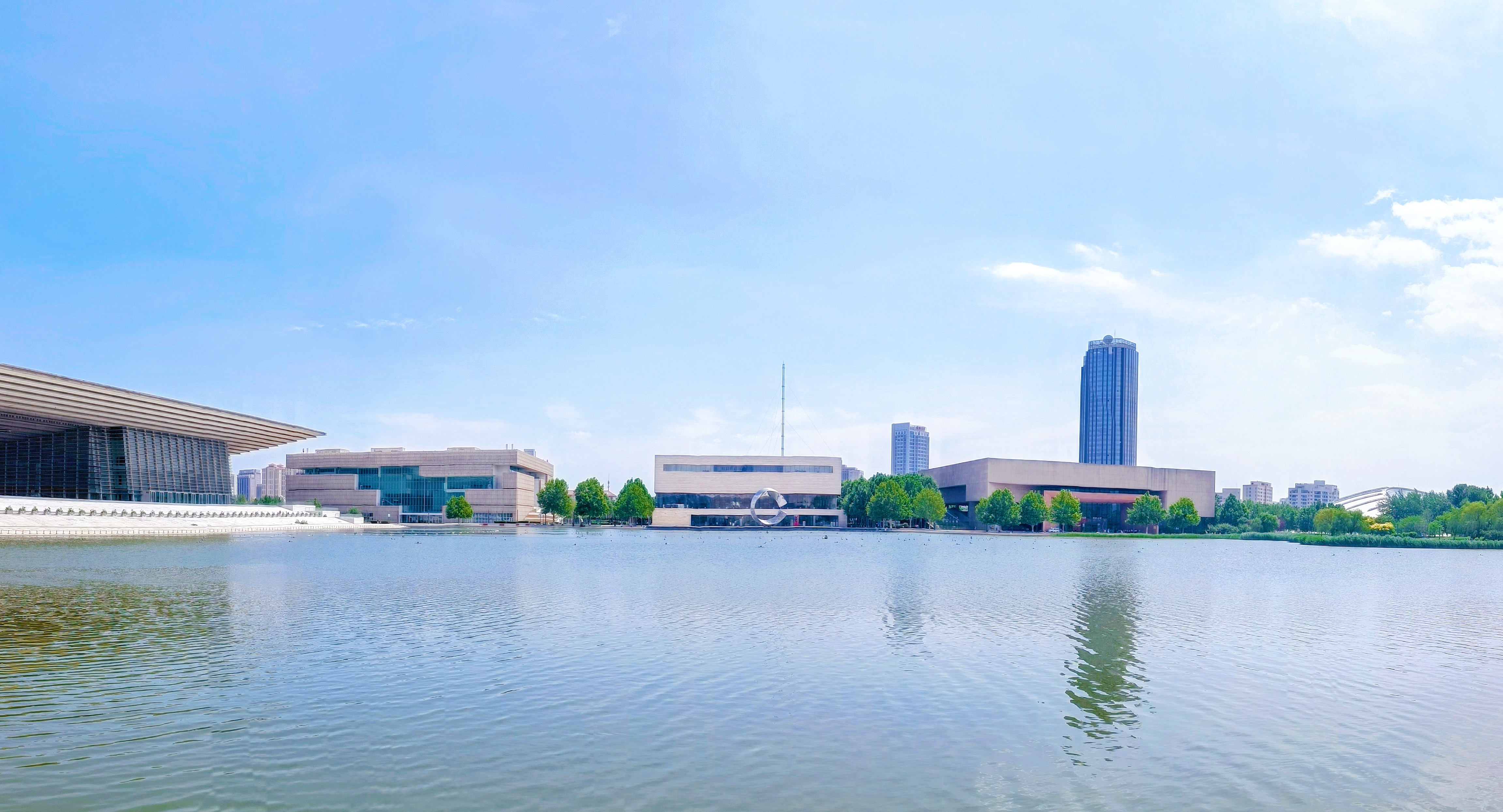
天津文化中心，从左到右依次为天津大剧院、天津图书馆、天津美术馆、天津博物馆、天津自然博物馆

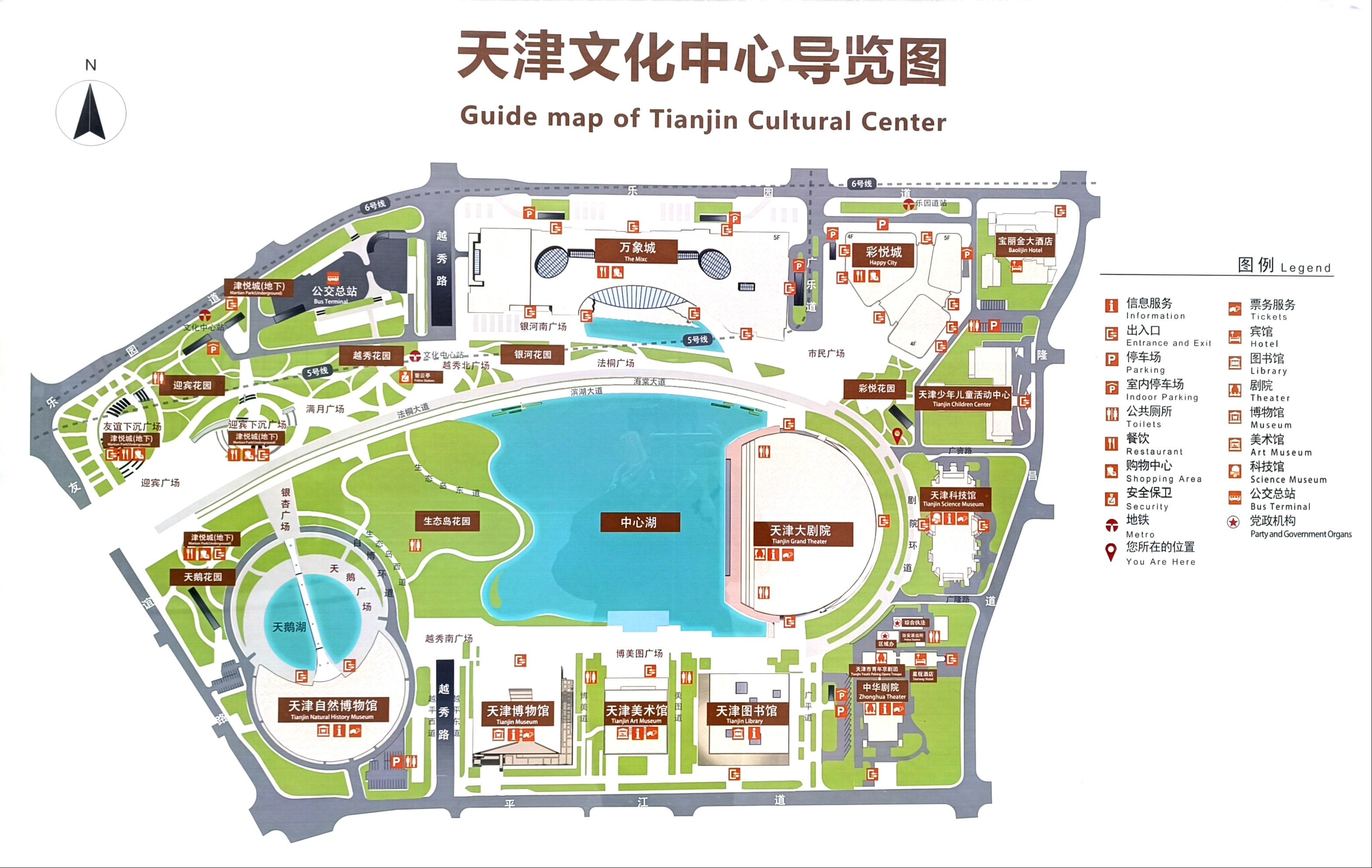
天津市文化中心地图

天津市文化中心，是位于中国天津市河西区的市级行政文化中心。天津市文化中心四至范围为友谊路以东、隆昌路以西、乐园道以南、平江道以北的整个区域，总占地面积约90万平米。天津市文化中心的项目包括天津图书馆、天津博物馆、天津美术馆、天津大剧院、天津青少年活动中心、天津银河购物中心等。原有场馆有天津博物馆、中华剧院、天津科技馆。其中，原天津博物馆将改为天津自然博物馆的新馆址。天津市文化中心已于2011年陆续封顶，于2012年5月投入使用。

## 总体设计

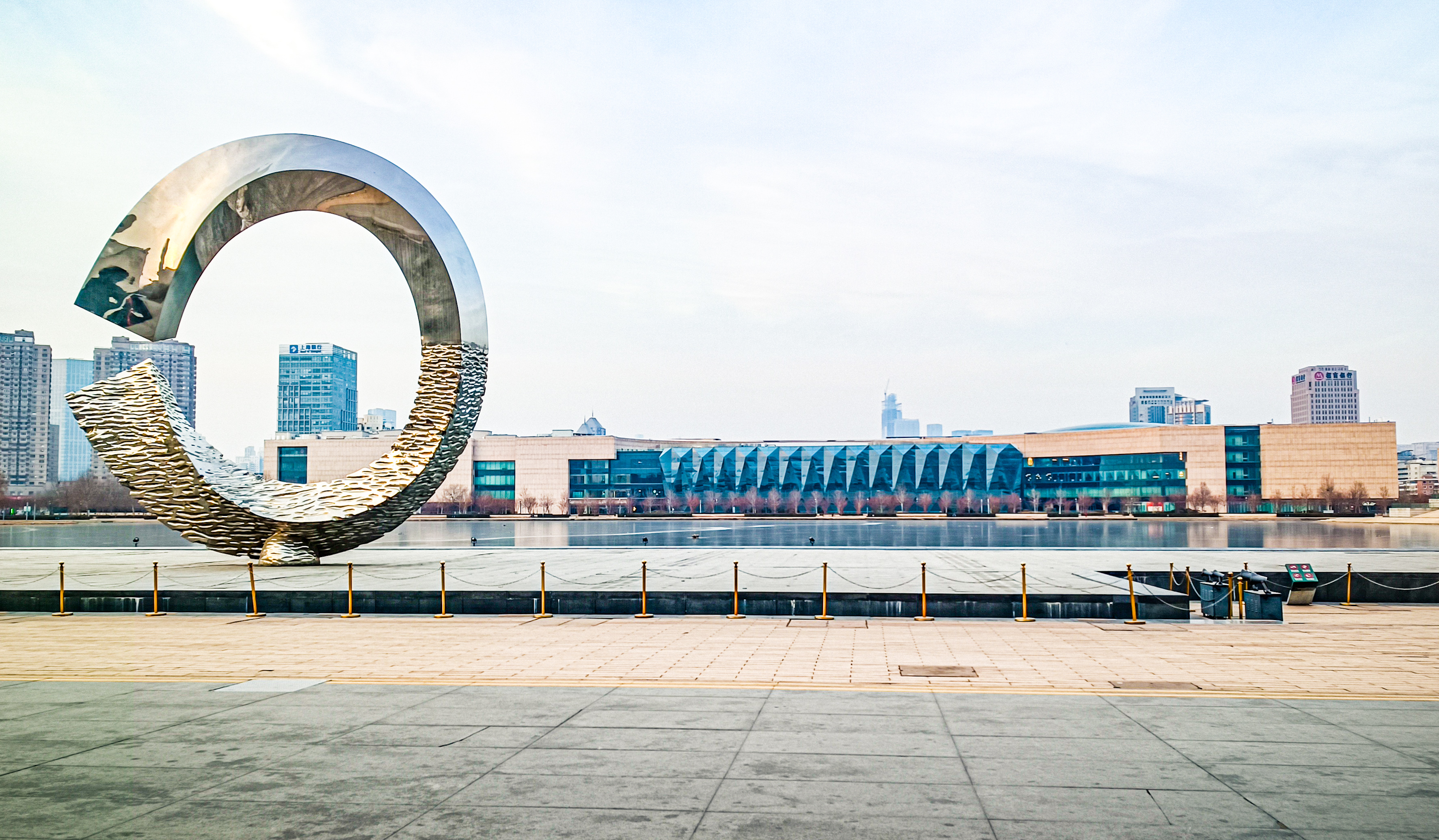
文化中心C形雕塑与中心湖

天津市文化中心，共有来自12个国家和40余家设计单位参与文化中心的各个阶段的设计方案竞赛，提交了可200余个方案，最终确定有中、德、日、美4国12家设计单位开展实施设计。

### 天津大剧院

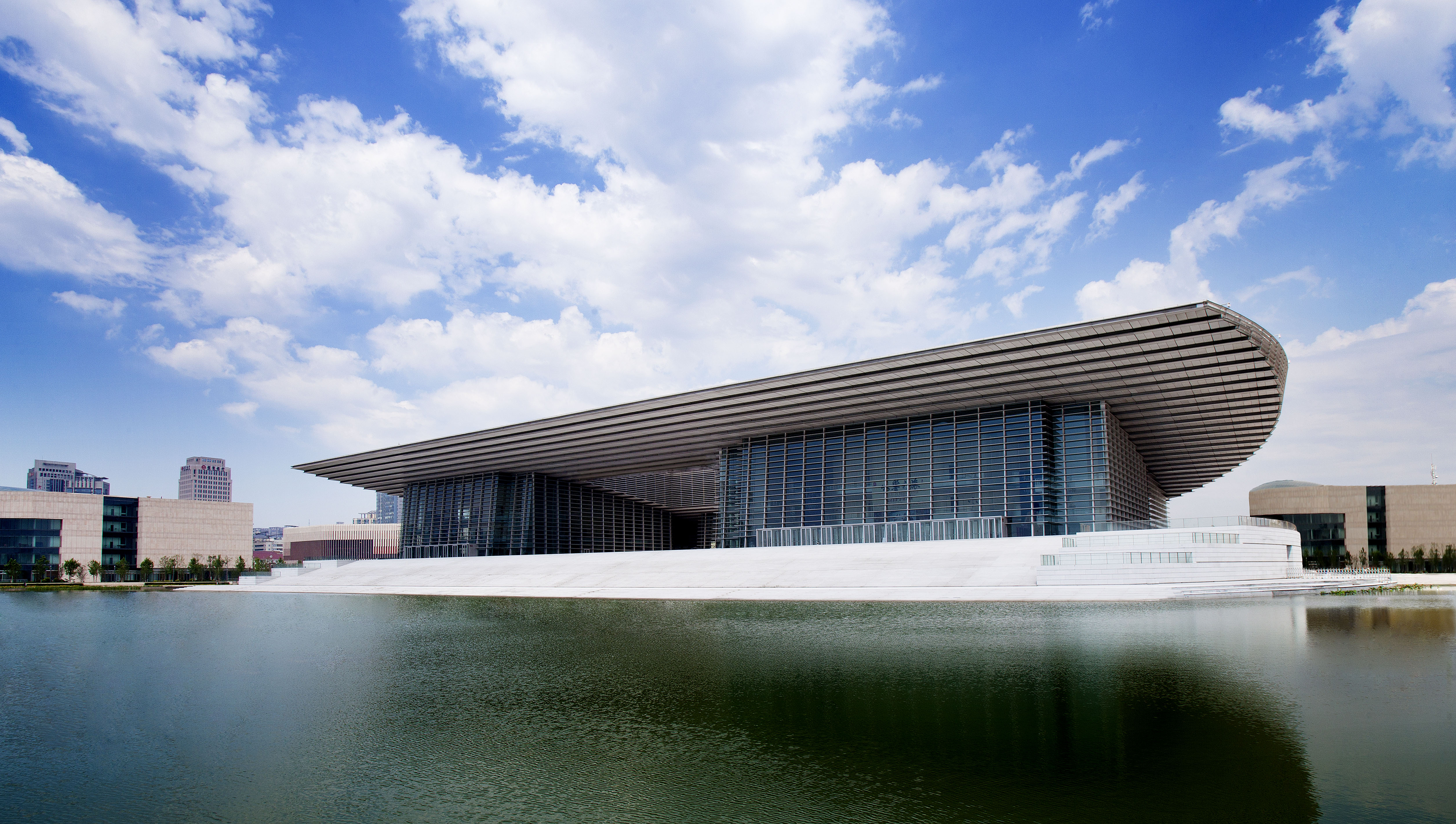
天津大剧院

天津大剧院由德国GMP建筑师事务所与现代设计集团华东建筑设计研究院联合设计。天津大剧院于2009年开始兴建，於2012年4月22日建成投入使用，总建筑面积10.5万平方米，可以容纳3,600名观众，总造价为15.33亿元人民幣。天津大剧院总建筑面积10.5万平方米，可容纳3,600名观众，总造价15.33亿元。地上为五层，地下为三层，整个剧院共设有3600个观众席位。剧院可上演歌剧、舞剧、音乐剧、交响乐、话剧及戏曲等不同种类的艺术节目，年均上演各类演出300场次。

### 天津科学技术馆

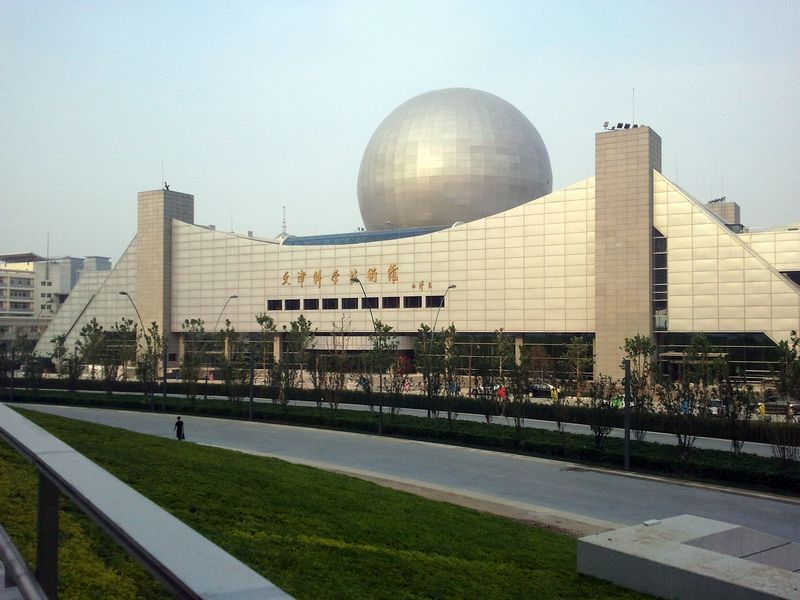
天津科学技术馆

天津科技馆始建于于1992年，1994年9月一期工程竣工，1995年元旦正式向公众开放，馆名由时任中共中央总书记、国家主席江泽民题词，已故著名数学家陈省身先生曾任名誉馆长。后天津科学技术馆进行重新装饰和布展。

### 天津自然博物馆

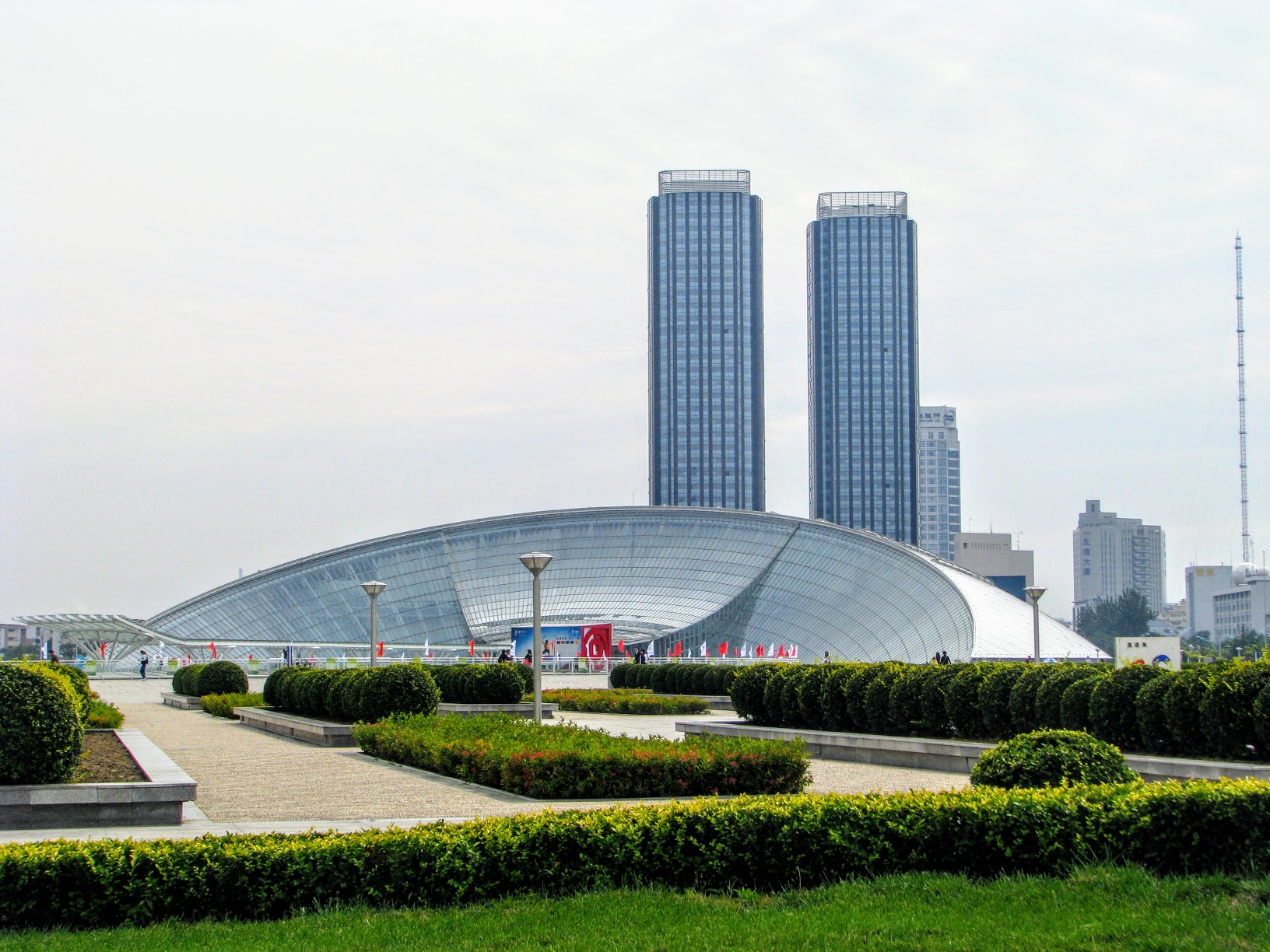
天津自然博物馆

天津自然博物馆是集动物、植物、古生物、地质等多学科大型的综合性自然博物馆，占地面积5万平方米，总建筑面积3.5万平方米，展示面积达1.4万平方米。场馆由日本高松伸建築設計事務所和川口卫构造设计事务所为天津博物馆所设计，2002年开始建筑设计，2004年9约投入使用。曾获得2003年中国建设工程鲁班奖等奖项。外形为仿天鹅造型，由天鹅湖、天鹅颈以及绿色项链也就是绿化带构成。天津自然博物馆前身可追溯到1922年成立的北疆博物院，是中国较早建立的博物馆之一。2013年，天津自然博物馆搬迁至天津文化中心的原天津博物馆所在建筑中。2014年1月25日，天津自然博物馆新馆正式开馆。新的天津自然博物馆将不新建场馆，而由原先的天津博物馆的基础上进行改建。

### 天津万象城（原银河国际购物中心）

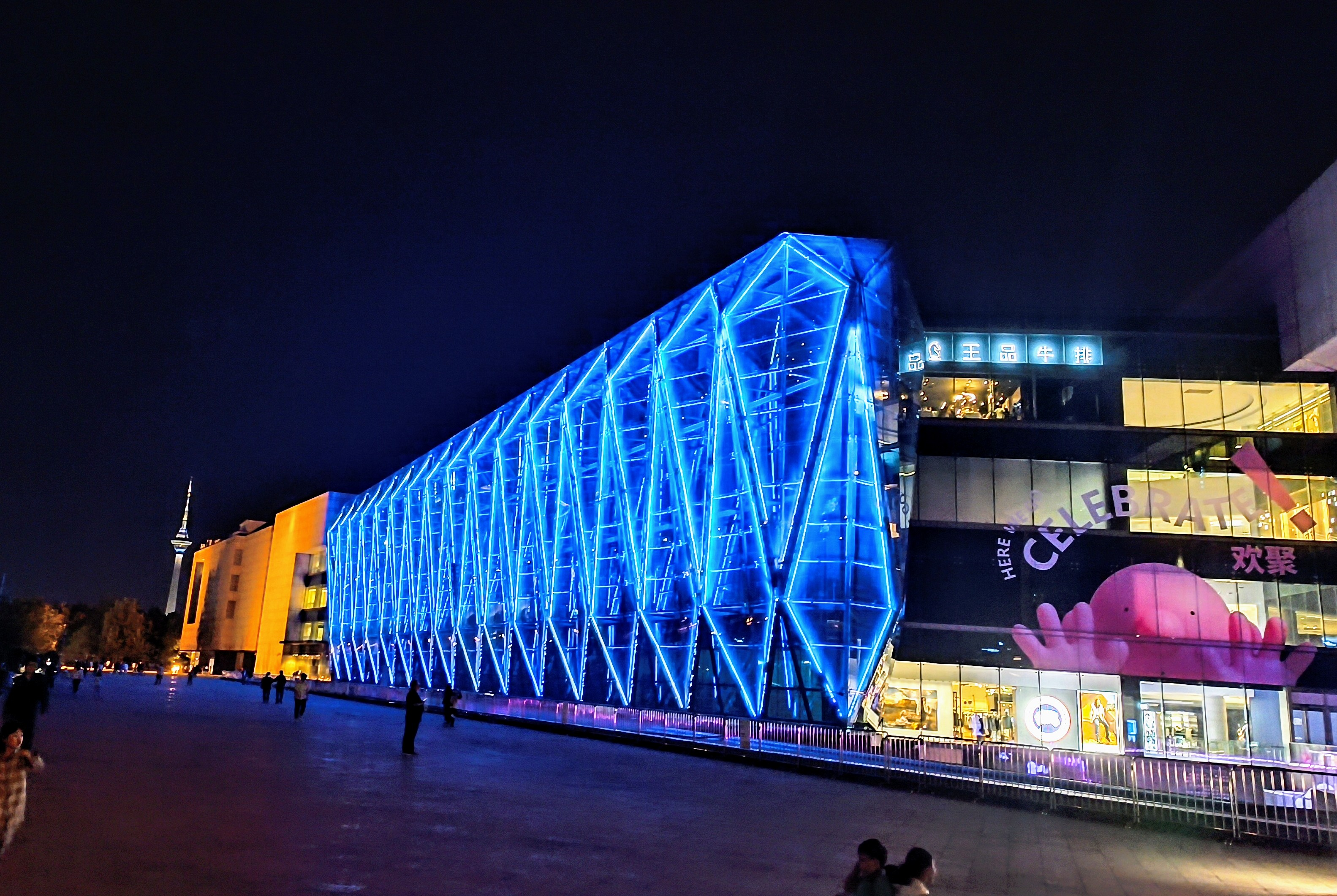
天津万象城

天津银河购物中心由TVSDESIGN设计公司与天津市建筑设计院联合设计。建筑由两个互相联系的形态构成，一个是呈立方体形状的零售商业体，另一个是位于南侧倒影在水池和瀑布的极具雕塑艺术型的水晶体。 商场占地面积7.46万㎡，建筑面积36万㎡，于2012年9月1日开业，最初由天津城投集团全资持有，但在华润置地入股天津城投下属城投置地公司后，银河国际购物中心改由华润置地旗下的华润万象生活管理，同时更名为天津万象城。
商场内原设置有乐天百货天津文化中心店，该店于2019年3月31日停业。

### 天津博物馆

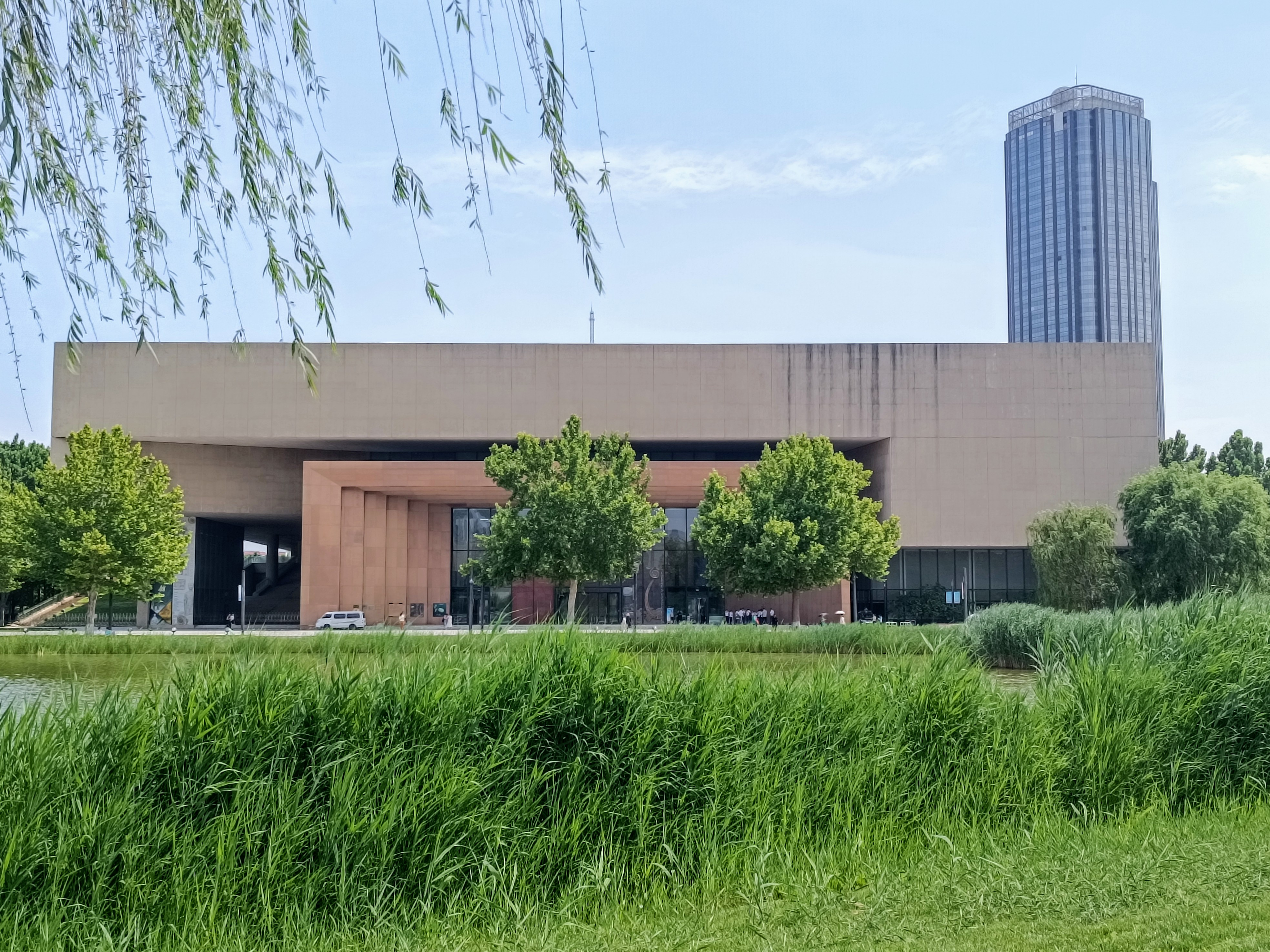
天津博物馆

天津博物馆前身可追溯到1918年成立的天津博物院，是中国较早建立的博物馆之一。博物馆馆藏为中国历代艺术品和近现代历史文献、地方史料并重，现有古代青铜器、陶瓷器、书法、绘画、玉器、玺印、文房用具、甲骨、货币、邮票、敦煌遗书、竹木牙角器、地方民间工艺品及近现代历史文献等各类藏品近20万件，图书资料20万册。2007年底，天津博物馆对外开放，2008年，天津博物馆被评为国家一级博物馆，2012年迁至天津文化中心新址。新天津博物馆的设计由华南理工大学建筑设计研究院的何静堂团队负责设计，以“世纪之窗”的概念为原点。新馆舍总建筑面积6.4万平方米，共设13个展厅，展厅总面积1.4万平方米，其中有2800平米为临时交流展厅，地下库房面积1.1万平方米近400人的国际报告厅，还有一处可容纳。分为地上五层，地下一层。“世纪之窗”作为一个完整的空间序列贯穿整个建筑，既是展览空间，亦是容纳各种公共活动的“城市殿堂”。建筑在北侧开端，主入口以宽50米，高17米的6层冲门叠涩形成深邃的入口空间，引导公众从中心湖面南岸进入宽30米、长80米、高14米的“时光隧道”，即公共大厅。

### 天津美术馆

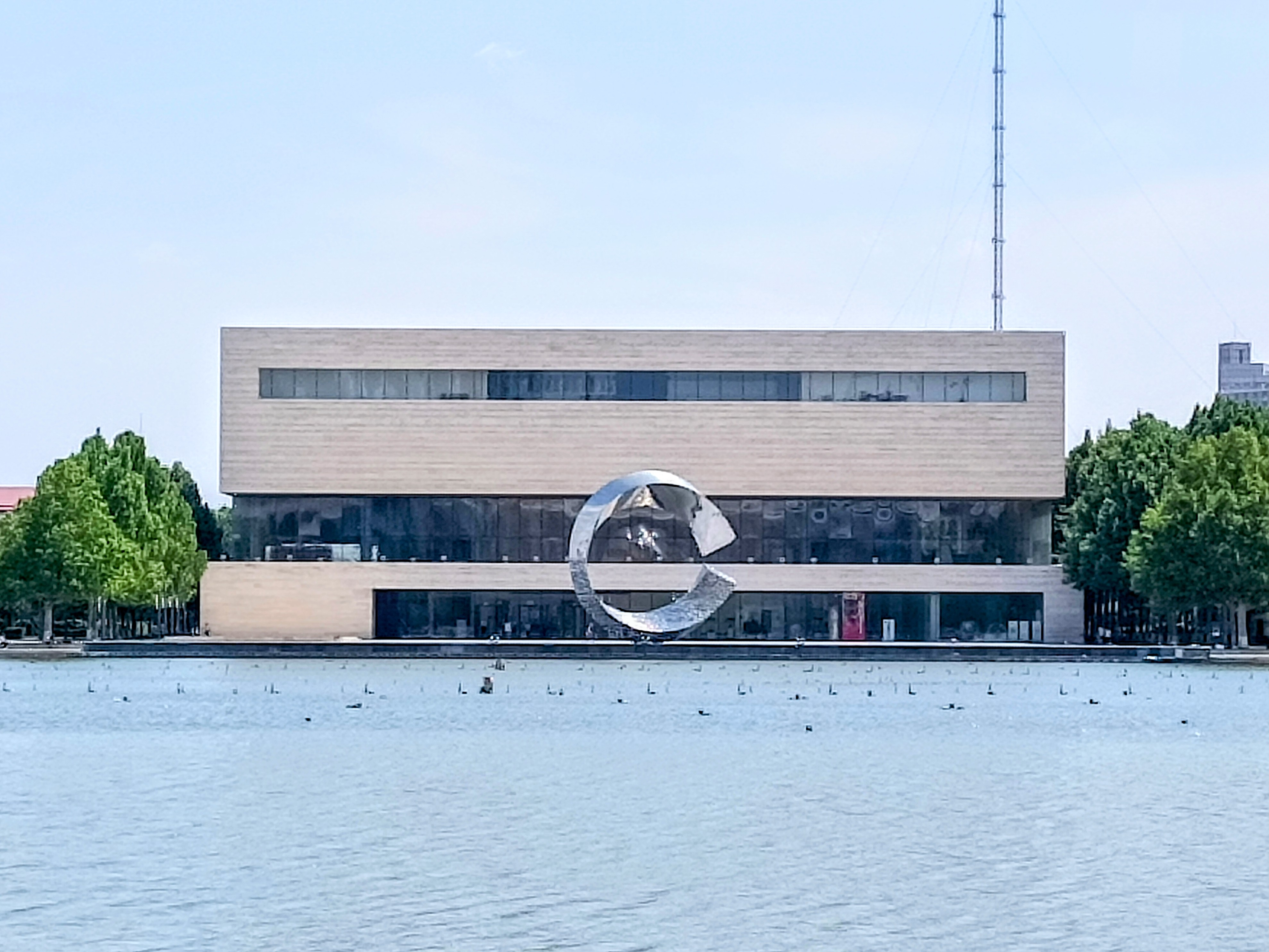
天津美术馆

天津美术馆由KSP（尤根·恩格尔建筑师事务所）与天津市建筑设计院联合设计，是天津市的一座综合造型艺术博物馆。其主要目的是对近现代以及当代的艺术作品进行收藏、专业研究、推广及展示以及培养各界人士对艺术作品的审美还有促进国际交流。馆舍于2012年竣工，总建筑面积达28,098平方米，用地面积为23,850平方米，总展厅面积达9000平方米。建筑高度近30米，分为地下一层和地上四层。天津美术馆建设时采用了不同的绿色技术，其中包括采用低辐射玻璃的自然光综合利用技术，这种设计使得展厅内光线充足、无阴影和盲区。主展厅高10米，吊顶约8米，是美术馆馆舍建成时国内最高的美术展厅。

### 天津图书馆

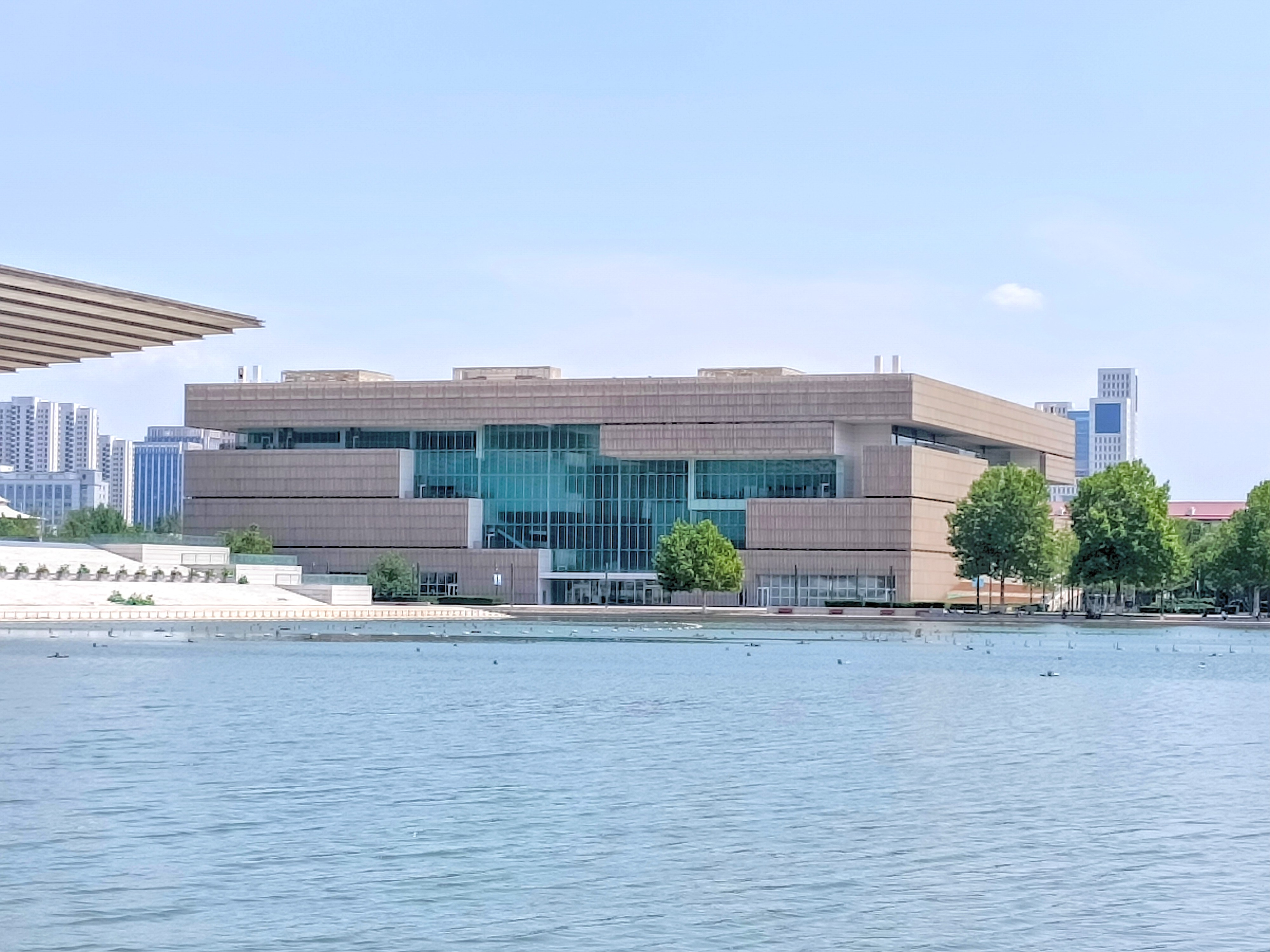
天津图书馆文化中心馆

天津图书馆由日本山本理显设计工场与天津市城市规划设计研究院建筑分院联合设计。天津图书馆文化中心馆占地面积3.7万平方米，馆内通体白色，采用阶梯式布局，一排排顶天立地的书架镶嵌在墙体上，传递出浓厚的求知氛围。图书馆一层还布置了信息查阅、残障人服务、读者自习室等设施。此外，馆内还设置了古籍阅览室和数字资源阅览室。市民可以通过先进的自助借还书系统免费借阅图书。

### 天津阳光乐园

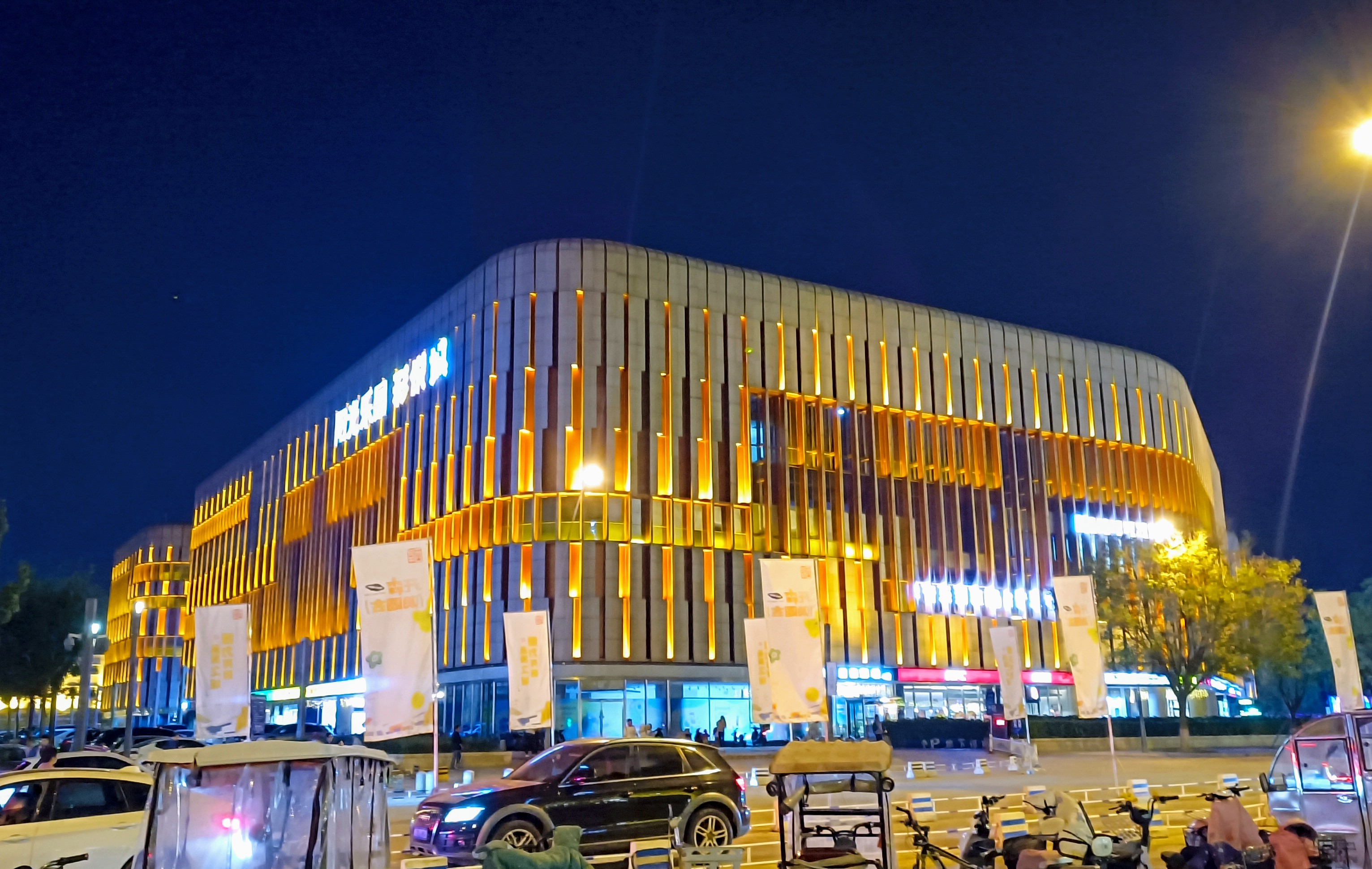
阳光乐园彩悦城

天津阳光乐园由天津华汇工程建筑设计有限公司负责设计。作为原青少年活动中心的延伸，建筑功能要求被划分为各自可以独立运行的三个组团，组团之间以三叉型的公共空间相连接形成统一的整体，共同组成三叶草的外部造型。

## 交通
- 天津地铁
  -   5号线文化中心站
  -   6号线文化中心站、乐园道站
  -   11号线文化中心站
- 天津公交

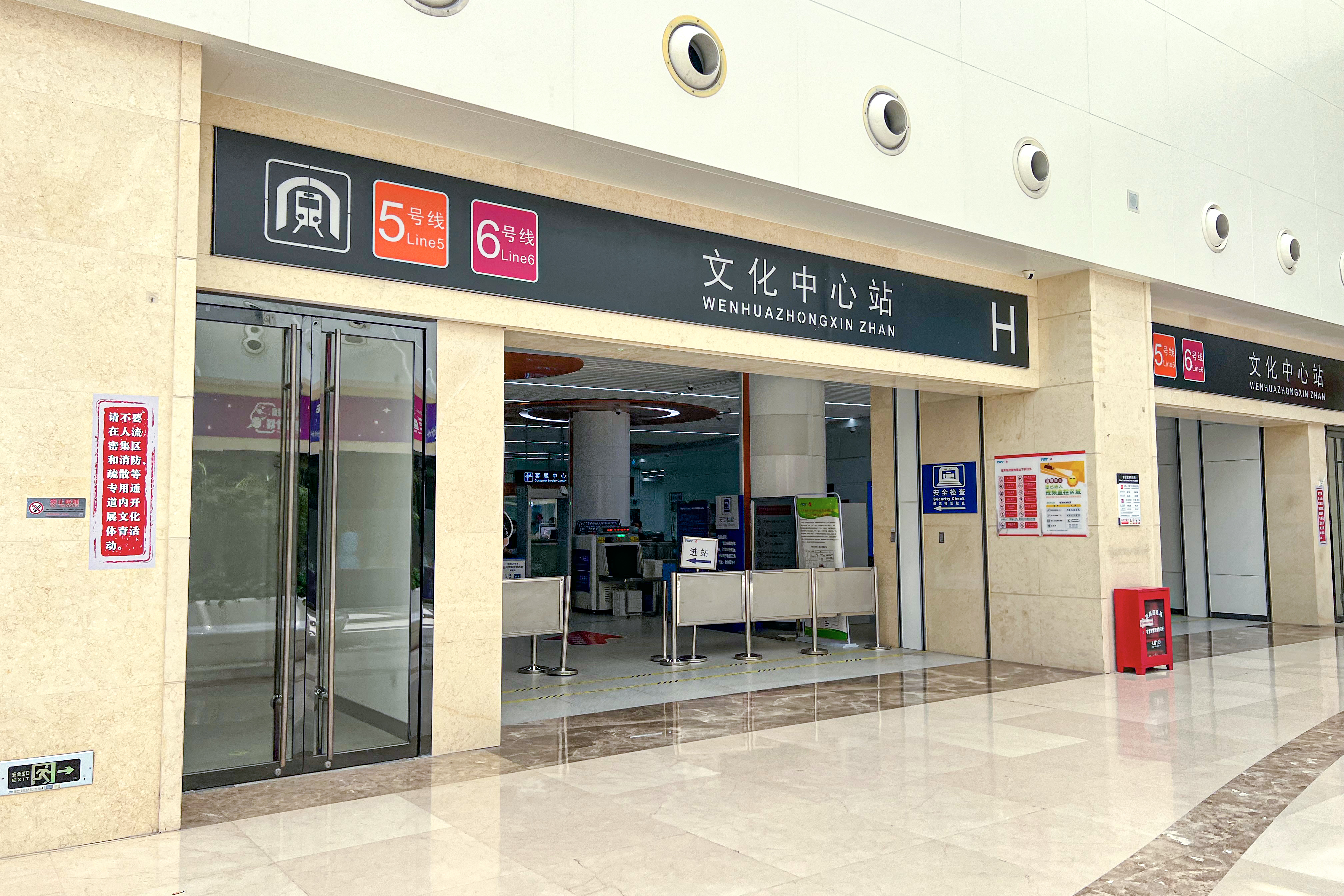
文化中心地铁站

  - 912路、641路、675路、632路、868路、686路、668路、859路、857路、866路、4路、619路、47路、48路、800路、838路、826路等近20条公交线路通达文化中心交通枢纽站。

## 图集

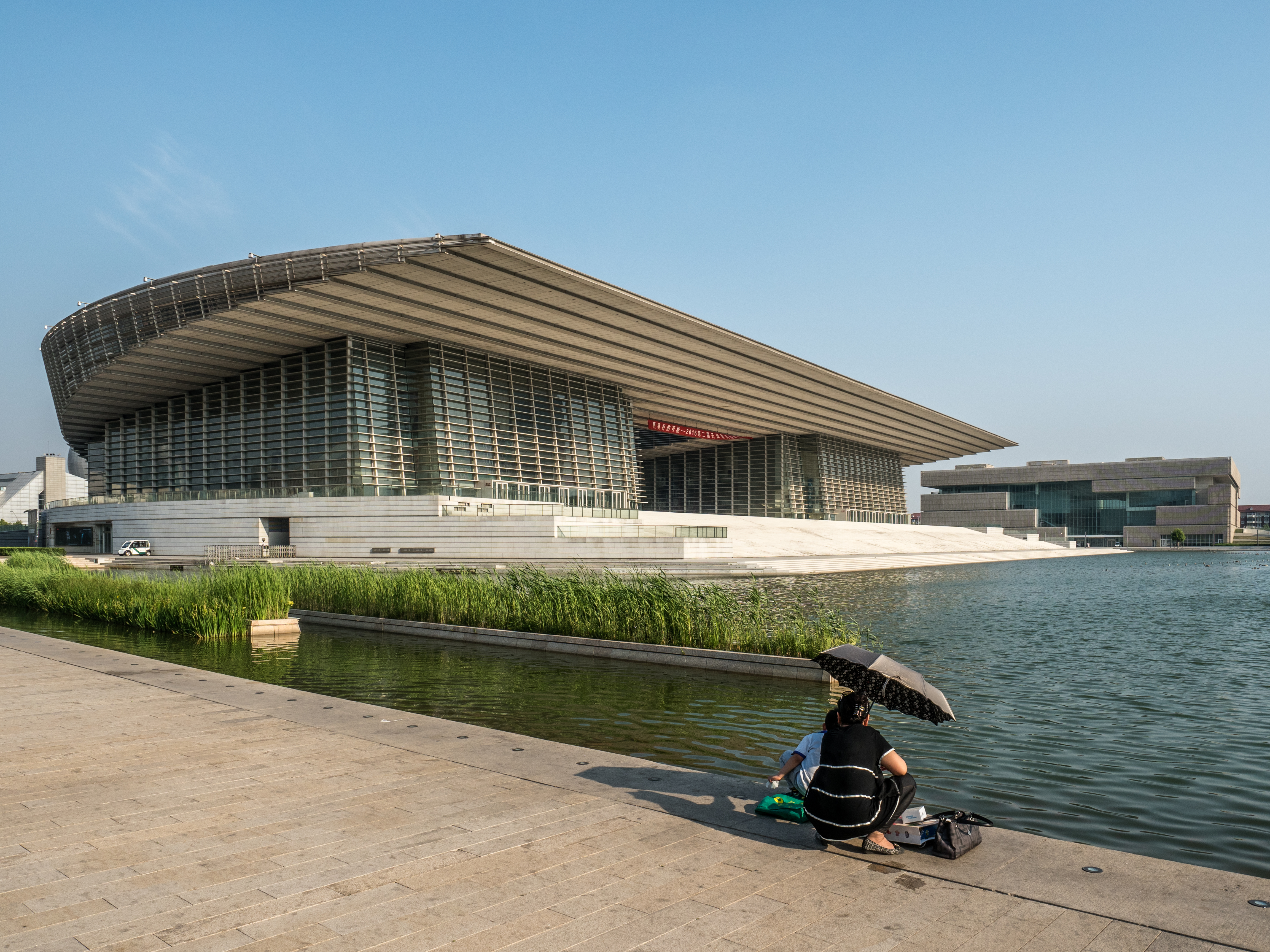
天津大剧院
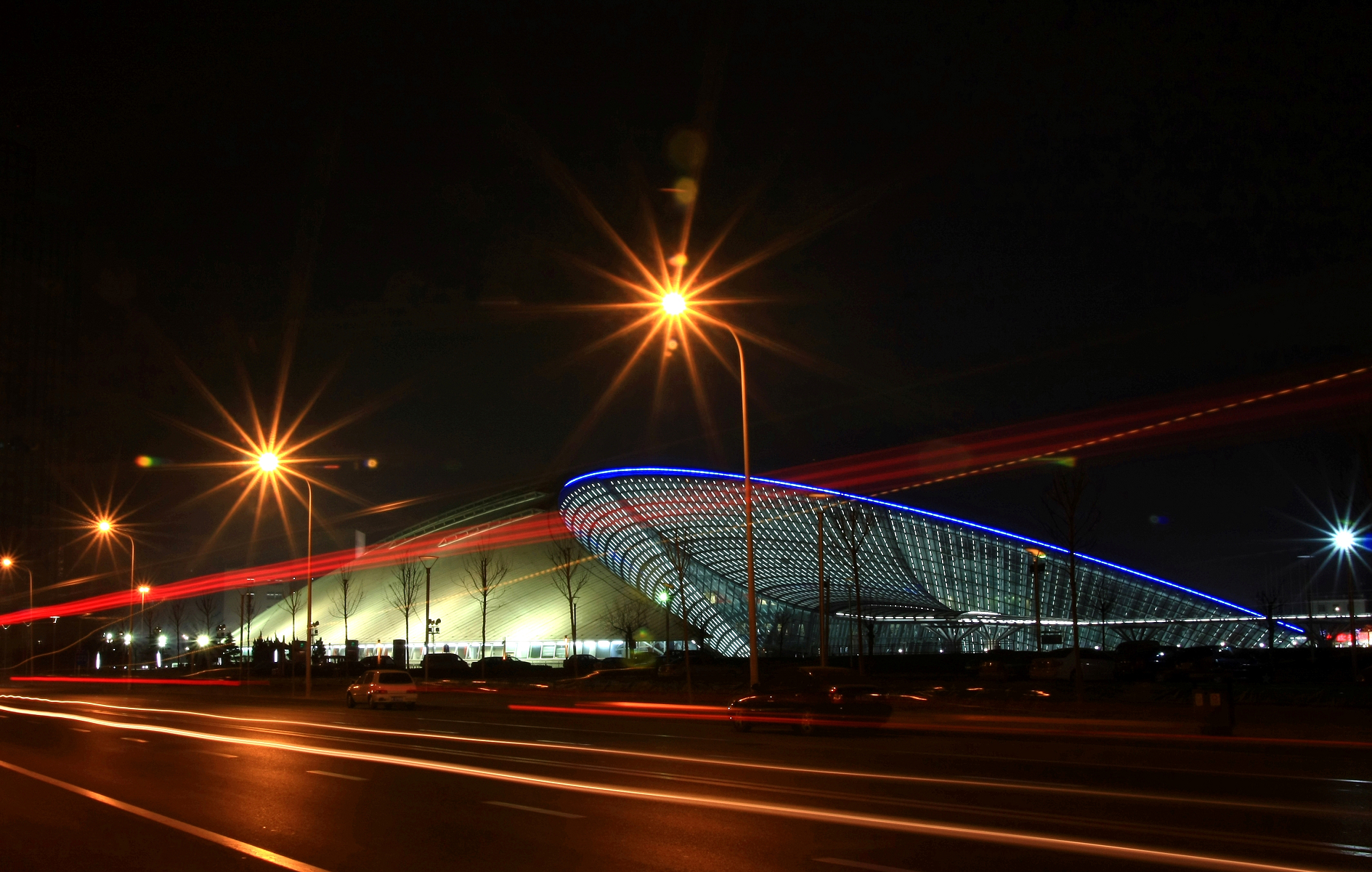
自然博物馆夜景
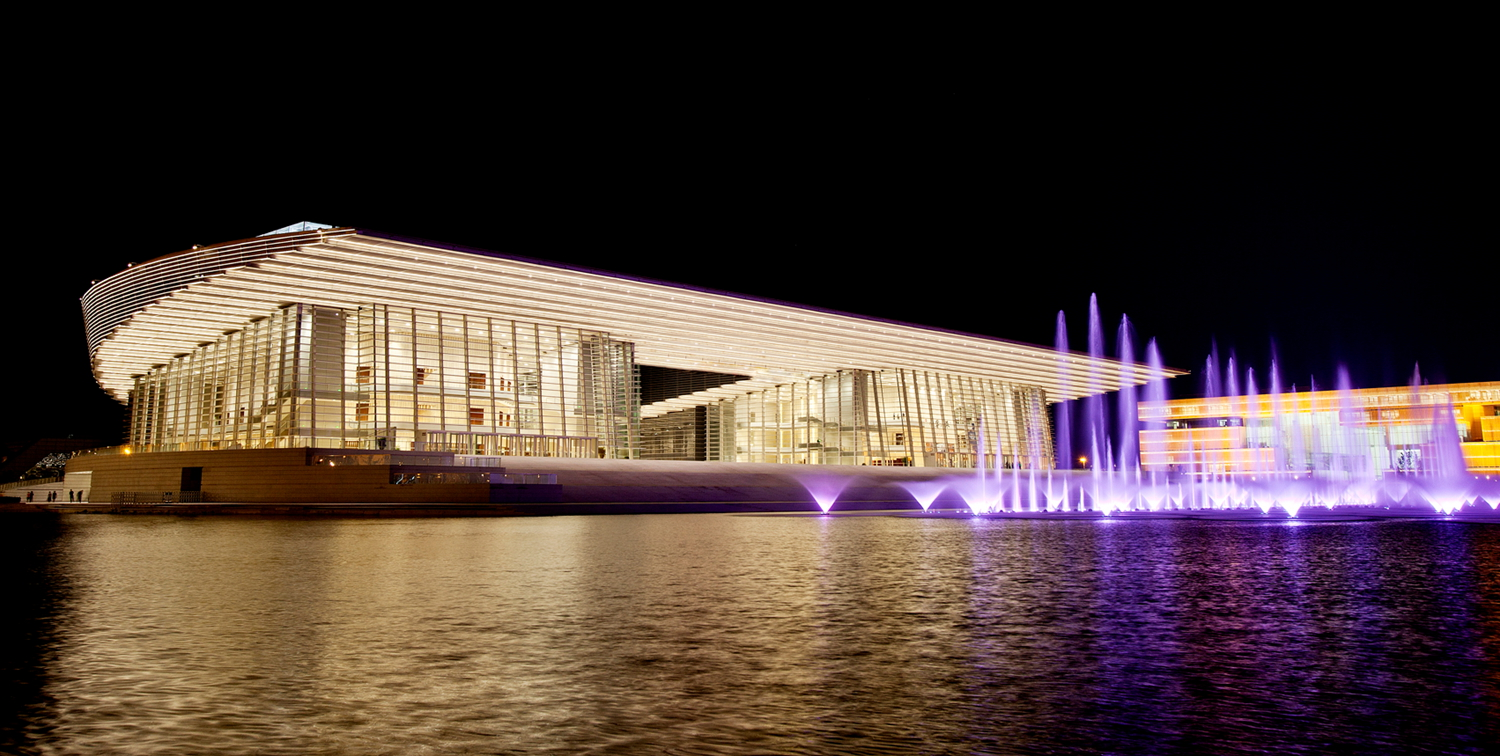
天津大剧院及音乐喷泉夜景
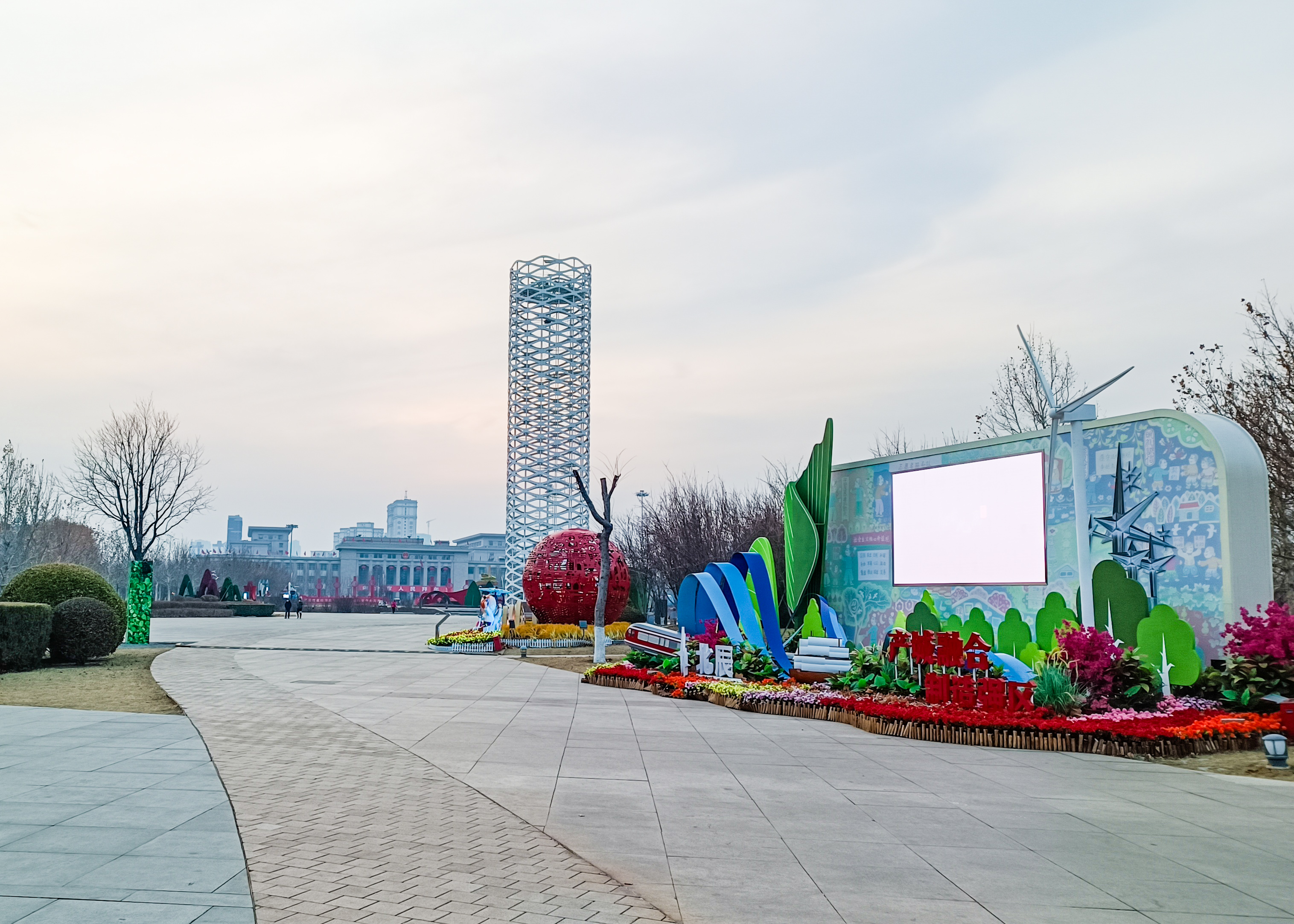
迎宾广场
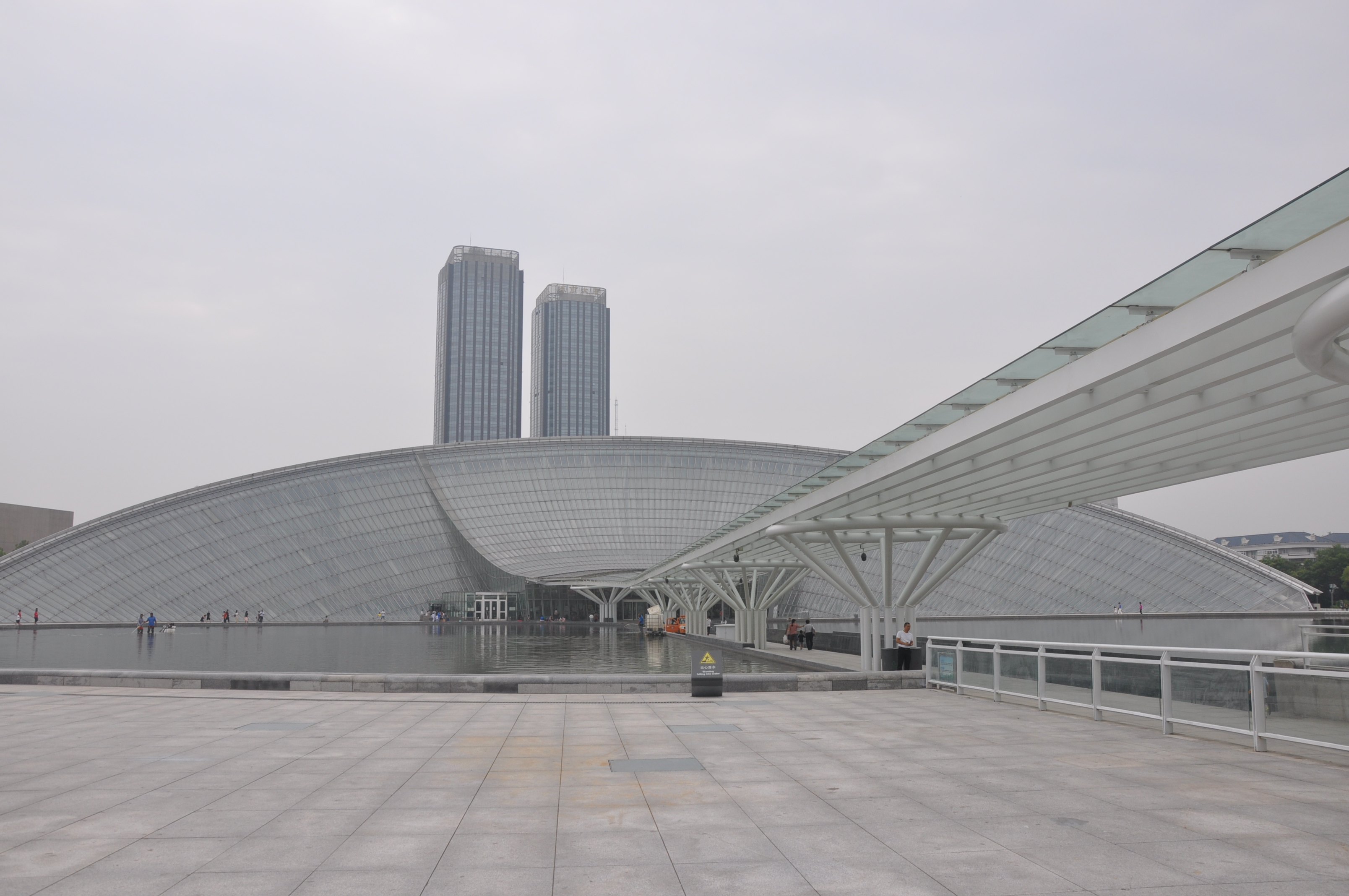
天津自然博物馆
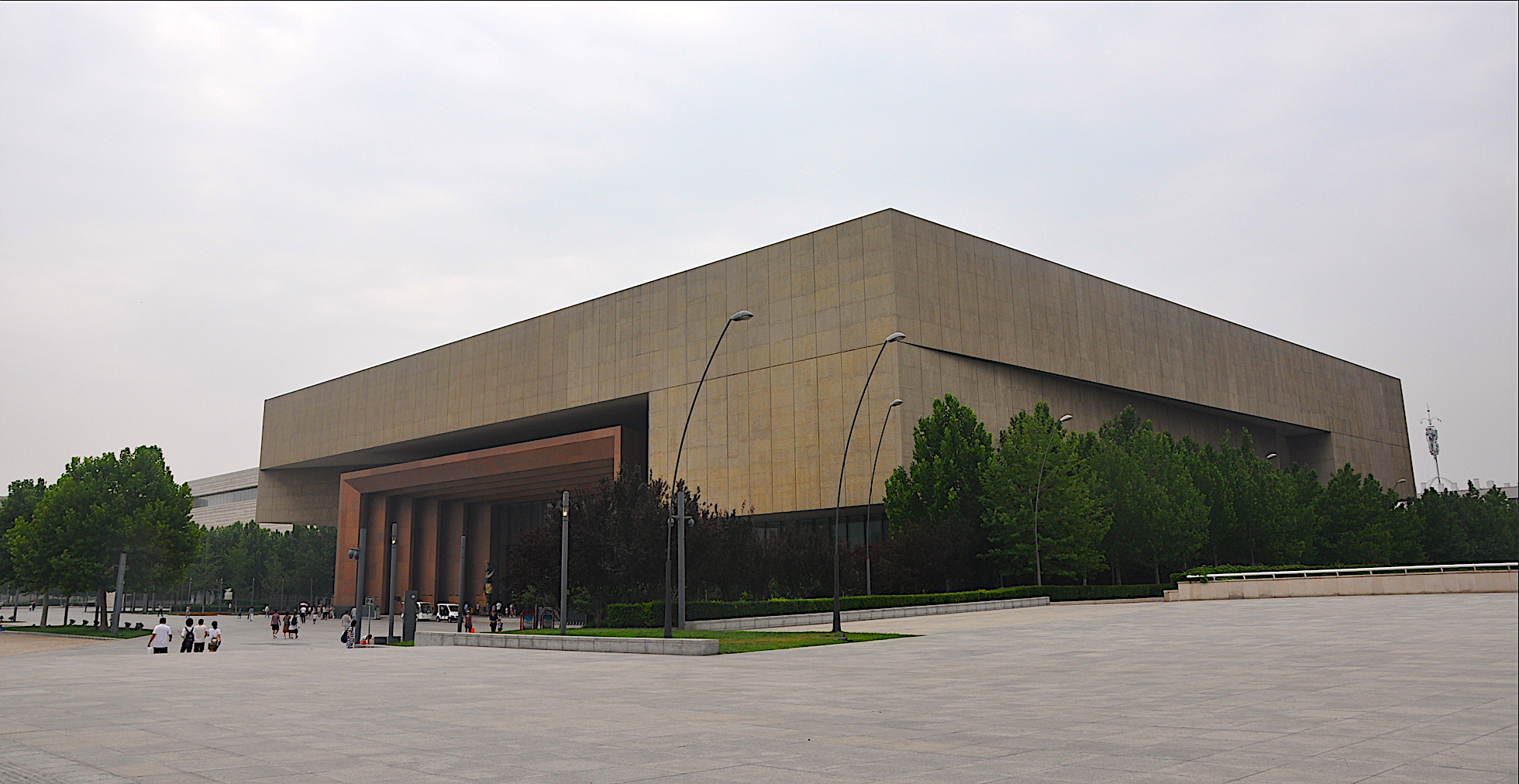
天津博物馆
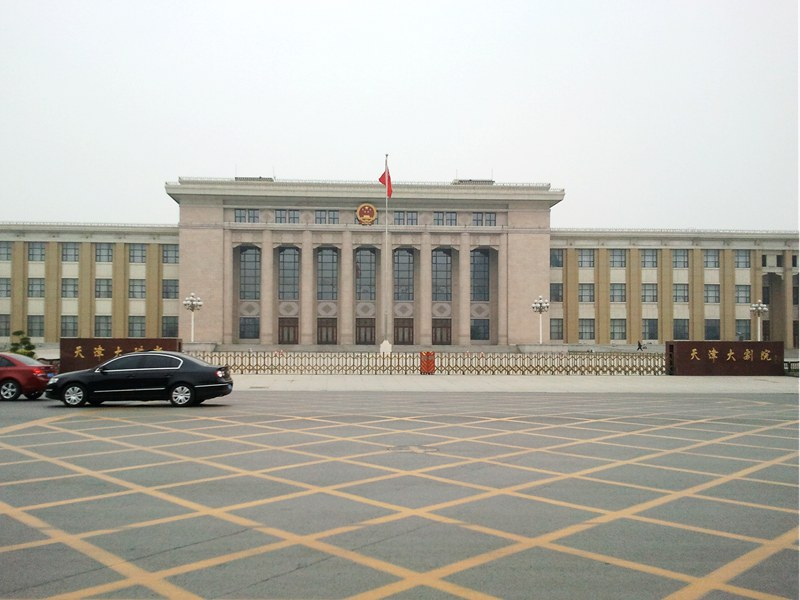
天津大礼堂
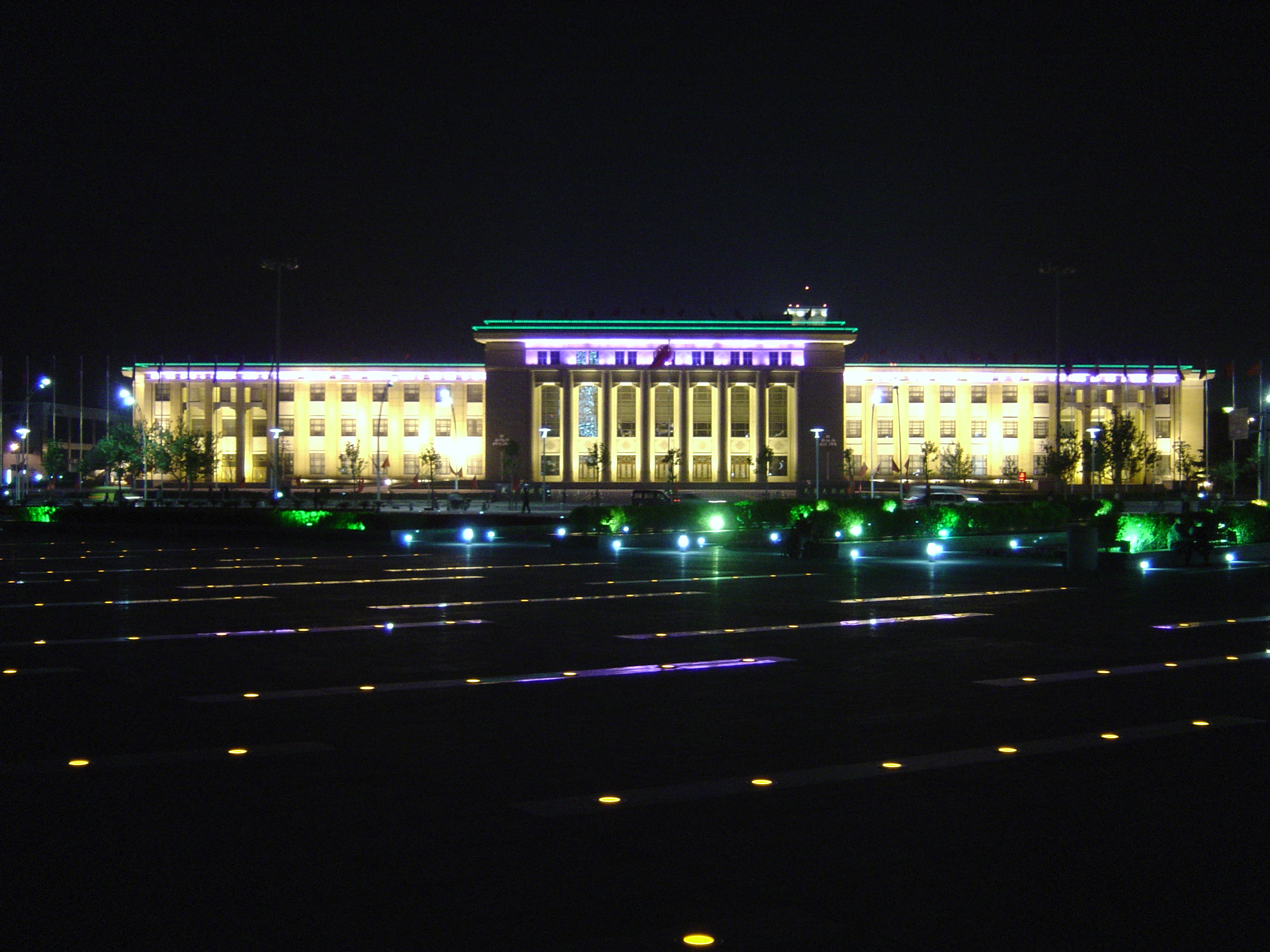
天津大礼堂夜景